# Semmering (lyžařské středisko)
Semmering je nejstarší lyžařské středisko v Evropě. Jeho součástí jsou lyžařská střediska nacházející se na horách Stuhleck a Hirschenkogel. Středisko bylo založeno v roce 1888, dnes je to lyžařské středisko s celoročním provozem s lyžařskými a saňovými trasami v zimě a s parkem pro cyklisty a s pěšími trasami v létě. V Semmeringu se několikrát konal Světový pohár v alpském lyžování.

## Geografie

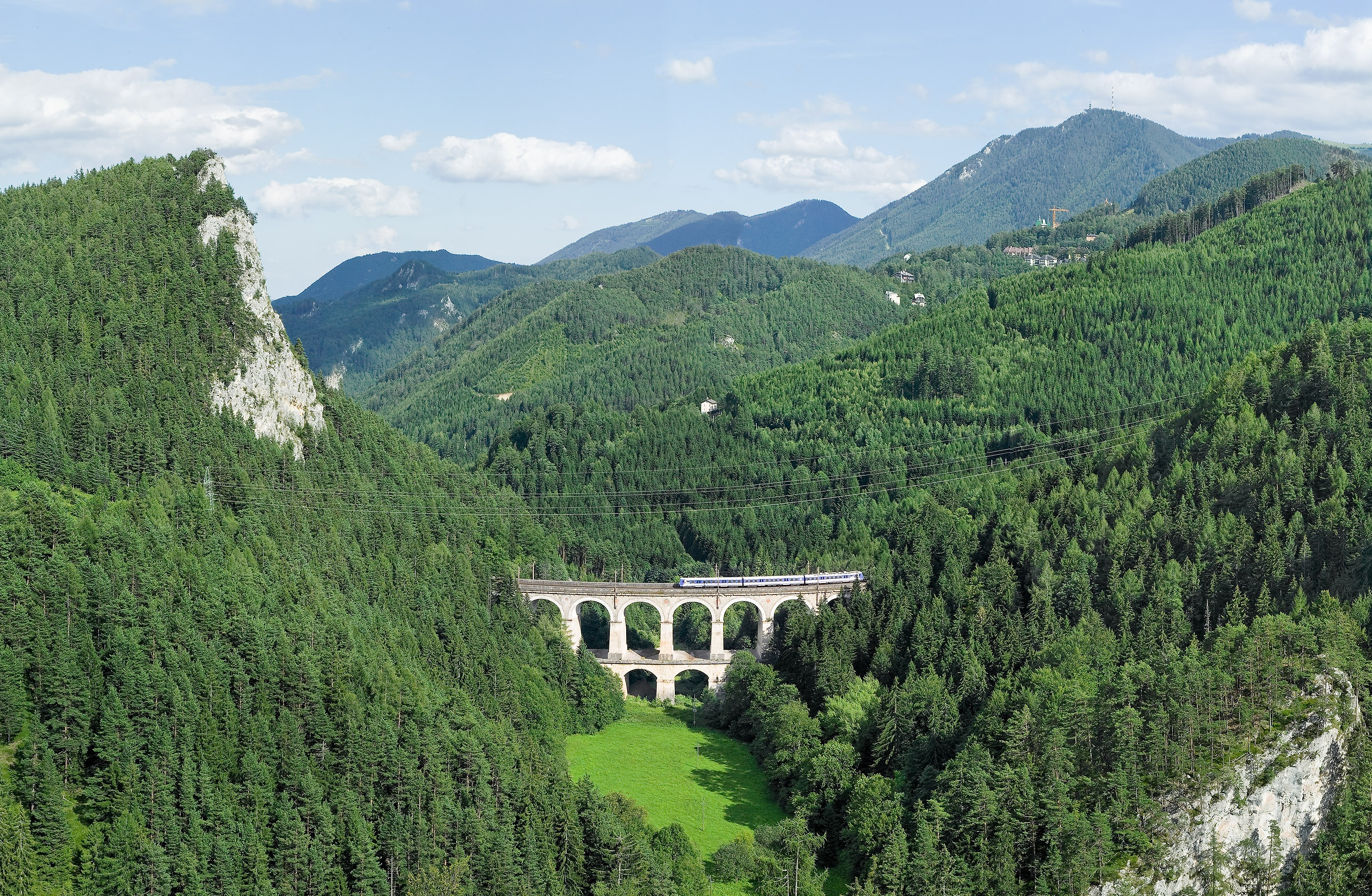
Železnice Semmering

Semmering se nachází na pomezí Dolního Rakouska a Štýrska v nadmořské výšce 1000 metrů a je obklopen lesy. Obec Semmering se nachází v okrese Neunkirchen asi 100 km od Vídně.

## Doprava
Lyžařské středisko je dostupné z Vídně, cesta autem po dálnici trvá zhruba hodinu. Cesta vlakem po rakouské jižní dráze trvá jednu hodinu a čtvrt. Každý den mezi rakouským hlavním městem a lyžařským střediskem jezdí asi 10 přímých vlakových spojů. Železniční trať Semmering, jež prochází obcí, byla v roce 1998 vyhlášena objektem světového dědictví UNESCO. Jde o první horskou železnici na světě, vlak zde překonává mnoho viaduktů a projíždí množstvím tunelů.
Nejbližší letiště je vídeňský Schwechat (106 km).

## Infrastruktura

### Zimní sezóna

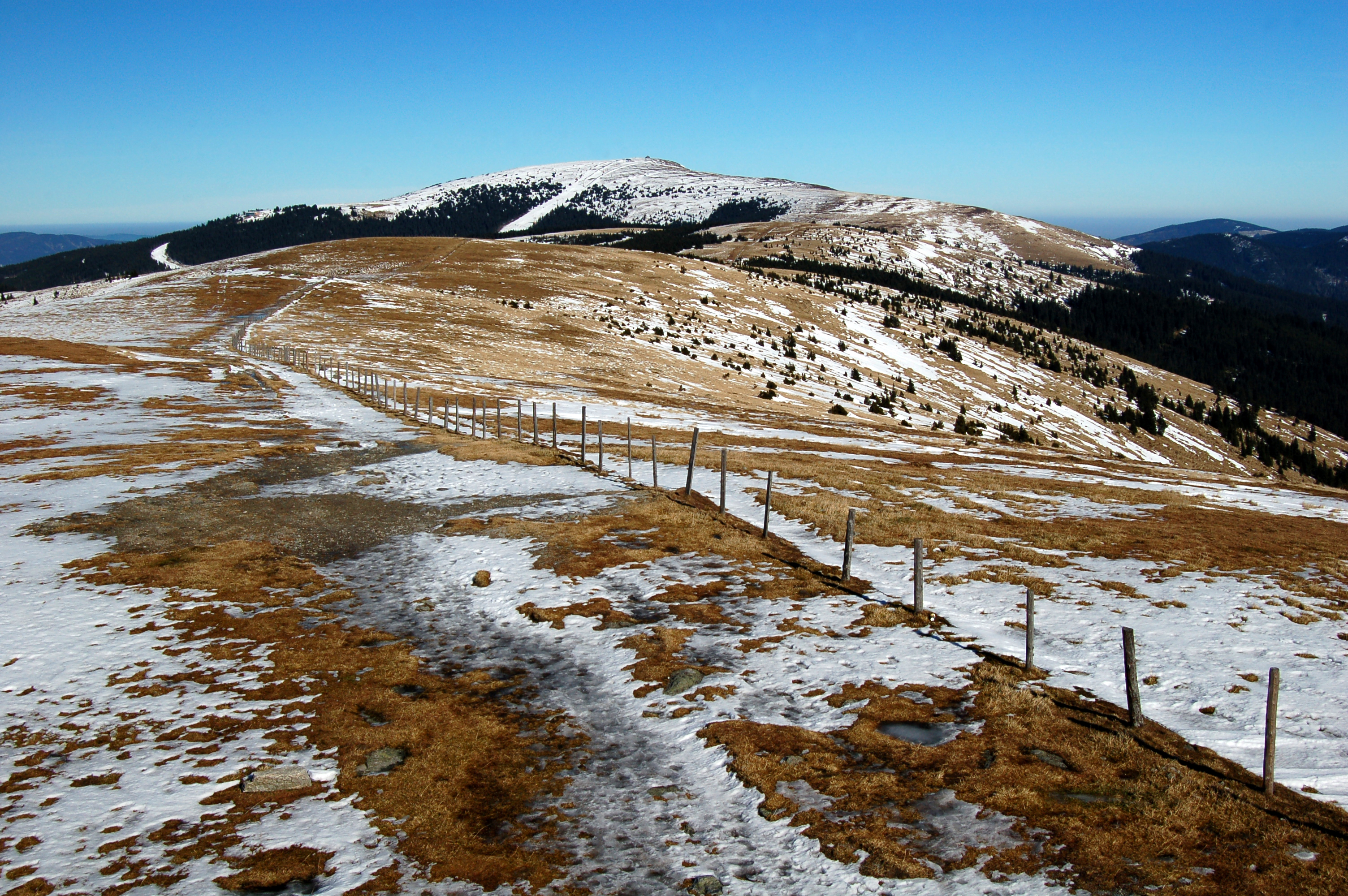
Stuhleck

Lyžařská sezóna trvá od poloviny listopadu do začátku dubna. V zimě Semmering je lyžařským místem, kde je k dispozici:
- 14 km tras pro celodenní lyžování (z nich 3 km pro začátečníky, 10 km pro lyžaře střední úrovně, 1 km – obtížná trasa)
- 13 km tras pro noční lyžování
- 12 km tras pro běžecké lyžování
- 3 kilometrová saňová skluzavka s nočním osvětlením
- snowboard park (halfpipe, quarter-pipe)
- 3 vleky

Rozdíl ve výšce do 400 m.

### Letní sezóna
V létě se lyžařské středisko mění na sportovní centrum pro rodiny a také na místo konání extrémních cyklistických akcí – nachází se zde jeden z největších cyklistických parků v Evropě. Pořádá se zde například celodenní cyklistický závod “Race the night”.

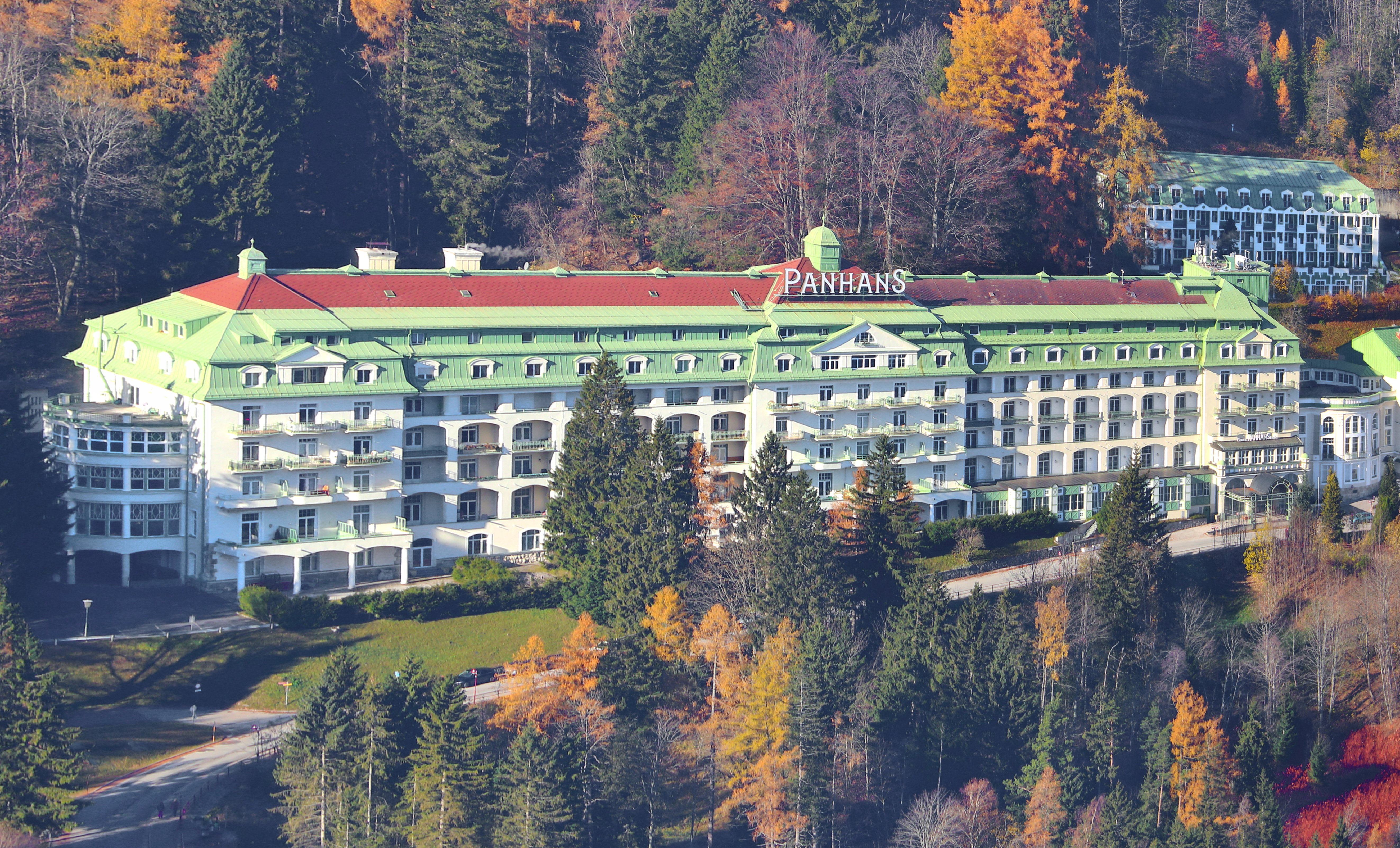
Hotel Panhans

V létě jsou v Semmeringu k dispozici:
- Split-park s 16 figurami[ujasnit]
- 7 cyklistických zón různých úrovní složitosti, včetně dětské zóny
- 185 km dobře vybavených pěších tras
- jízda na koni
- golfové hřiště
- SPA a wellness programy

### Ubytování
V Semmeringu je 19 hotelů, jedním z nejznámějších je Hotel Panhans založený v roce 1888, který během své historie hostil mnoho slavných spisovatelů, umělců a osobností veřejného života: arcivévoda Karel František Josef, Oskar Kokoschka, Karl Kraus, Adolf Loos, Peter Altenberg, Arthur Schnitzler, Gerhart Hauptmann nebo Stefan Zweig.